# Gits
Gits is een deelgemeente van Hooglede in de Belgische provincie West-Vlaanderen, het was een zelfstandige gemeente tot aan de gemeentelijke herindeling van 1977. Het dorp ligt centraal in de provincie, net ten noorden van de stad Roeselare.

## Geografie
In noord-zuidrichting doorsnijdt de Brugsesteenweg, de N32 Brugge-Torhout-Roeselare, het grondgebied. De oude dorpskern van Gits bevindt zich ten westen van de weg.
Rond de Brugsesteenweg ligt een recenter lineair bebouwd gebied, een uitloper van de stedelijke kern van Roeselare. Langs deze as komt in het noorden vooral residentiële lintbebouwing voor. Meer naar het zuiden zijn verschillende kleinere en grote bedrijven gevestigd langs de N32 en tussen de N32 en de spoorlijn Brugge-Roeselare. De grootste bedrijven zijn Sadef, Turbo's Hoet, Mariasteen en Deceuninck. In deze omgeving ligt ook Dominiek Savio op de heuvelrug, met een geheel van bebouwing in een groene omgeving. Het voormalige Station van Gits is een van de gebouwen van het instituut geworden. De groeiende dorpskern van Gits heeft zich vooral in deze richting ontwikkeld. De gronden en gebouwen van het bedrijf Sadef vormen een belangrijk landschappelijk element, en zorgen dat de dorpskern met het gebied rond de Brugsesteenweg quasi één geheel is gaan vormen.
Het gebied ten oosten van de Brugsesteenweg is een meer open gebied, met verspreide gehuchtjes, zoals Onledemolen en woonlinten. Net ten zuiden van de dorpskern van Gits, op de Heuvelrug van Hooglede, ligt het kleine gehuchtje Gitsberg.

## Geschiedenis
Het gebied rond Gits was al bewoond tijdens het neolithicum, uit welk tijdvak bronzen pijlpunten werden gevonden. Ook was er bewoning tijdens de Romeinse tijd. Vermoedelijk leidde een Romeins deverticulum van Doornik en Kortrijk langs Gits naar Oudenburg.
Gits werd voor het eerst schriftelijk vermeld in 1088, als Giddis, wat te herleiden zou zijn tot Gidisa. De uitgang -isa duidt op een 'waterloop'. Gid- is waarschijnlijk Indo-Germaans voor ghei wat 'openstaande' of 'stromende beek' betekent. Giddis of Gits, is waarschijnlijk een verkleinwoord op -iso, van de naam Giddo of Gillo.
In 1088 werd het patronaatsrecht van de kerk geschonken aan het Sint-Pieterskapittel te Rijsel. Even later werd Gits een zelfstandige parochie.
Gits behoorde deels tot het Brugse Vrije en deels tot de kasselrij Ieper. Aangezien bij de Vrede van Nijmegen (1668) werd beslist dat de Kasselrij Ieper tot Frankrijk en het Brugse Vrije tot de Spaanse Nederlanden behoorde, liep de grens door het grondgebied van Gits. Dit leidde tot diverse oorlogshandelingen in de buurt van Gits, met schadelijke gevolgen voor de bevolking. Bij de Vrede van Utrecht in 1713 werd deze situatie weer ongedaan gemaakt.
Op kerkelijk gebied was in Gits, vooral tijdens de 19e eeuw, de invloed van de stevenisten van belang.
Tijdens de Eerste Wereldoorlog werd in Gits, nabij Onledemolen, een Duits vliegveld aangelegd. Tijdens het geallieerde slotoffensief werden tal van gebouwen verwoest, waarna herbouw volgde. De Tweede Wereldoorlog eindigde voor Gits met de bevrijding door Poolse troepen in september 1944.

## Demografische ontwikkeling
- Bronnen:NIS, Opm:1831 tot en met 1970=volkstellingen; 1976 = inwoneraantal op 31 december

## Bezienswaardigheden

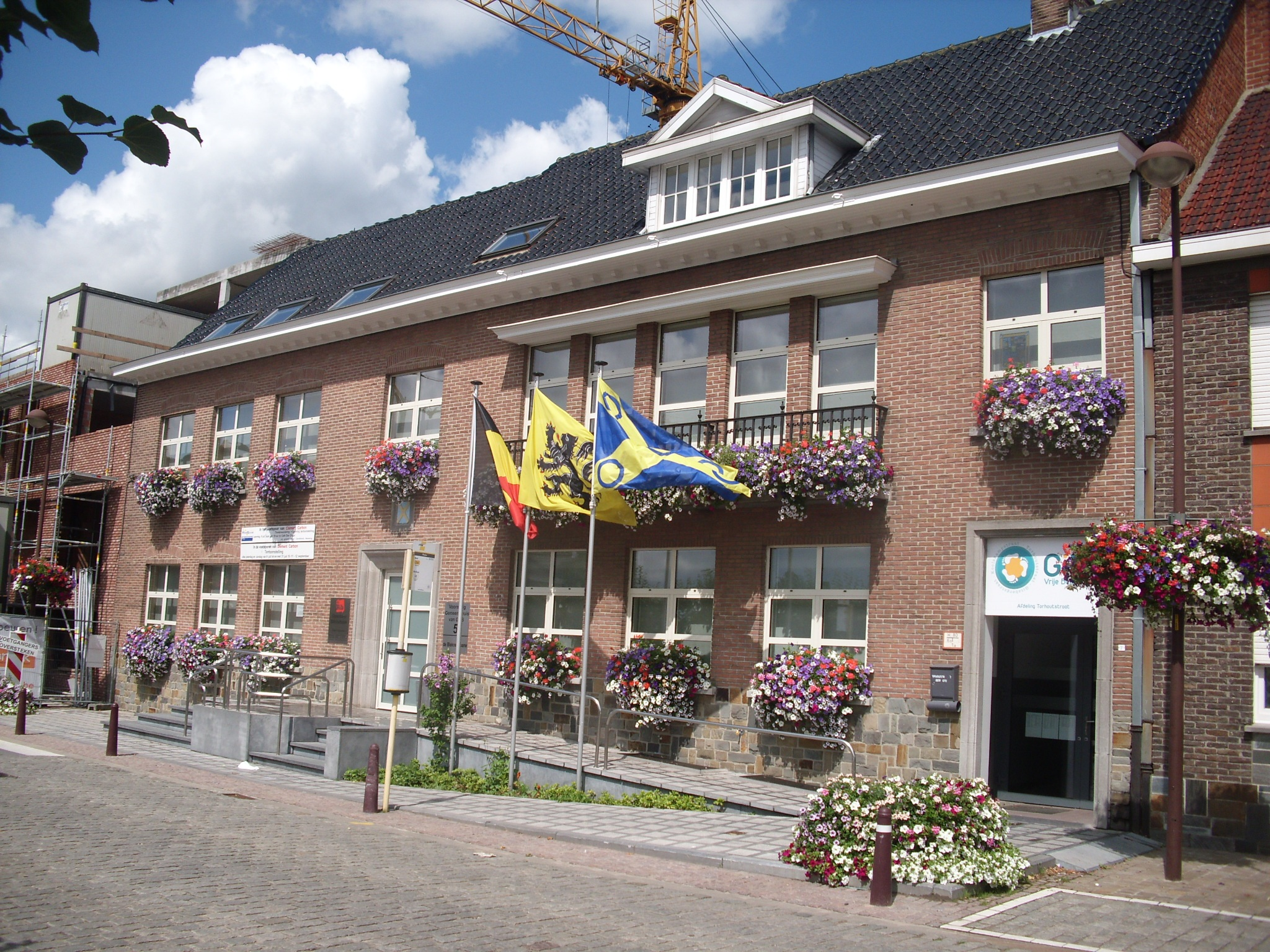
Voormalig gemeentehuis van Gits

- De Sint-Jacob de Meerderekerk. Er was al in 1088 sprake van een kerk, waarvan het patronaatsrecht in handen was van het Sint-Pieterskapittel in Rijsel. De kerk werd in 1581 door geuzen vernield en daarna hersteld. In 1765 werd de kerk uitgebreid, maar uiteindelijk in 1847 afgebroken. De nieuwe hallenkerk was in 1857 klaar. In de Eerste Wereldoorlog was de kerk een veldhospitaal voor het Duitse leger, en daarna ook een kazerne. Ze werd in 1918 voor een deel vernield. In 1922-23 werd de kerk hersteld.
- De Grijspeerdmolen is een houten staakmolen op een torenkot. De molen stond al op verschillende locaties. Hij werd in 1771 in Westkapelle gebouwd. In 1920 werd hij afgebroken en in Gits terug opgebouwd, op het einde van de Grijspeerdstraat. Op 27 mei 1975 werd hij als monument geklasseerd. In 1979 werd hij opnieuw afgebroken en verplaatst naar een stuk grond nabij het Dominiek Savio-instituut in de Koolskampstraat. Hij werd gerestaureerd in 1984.
- Klooster van de zusters van Sint-Vincentius a Paulo, van 1879 en later.

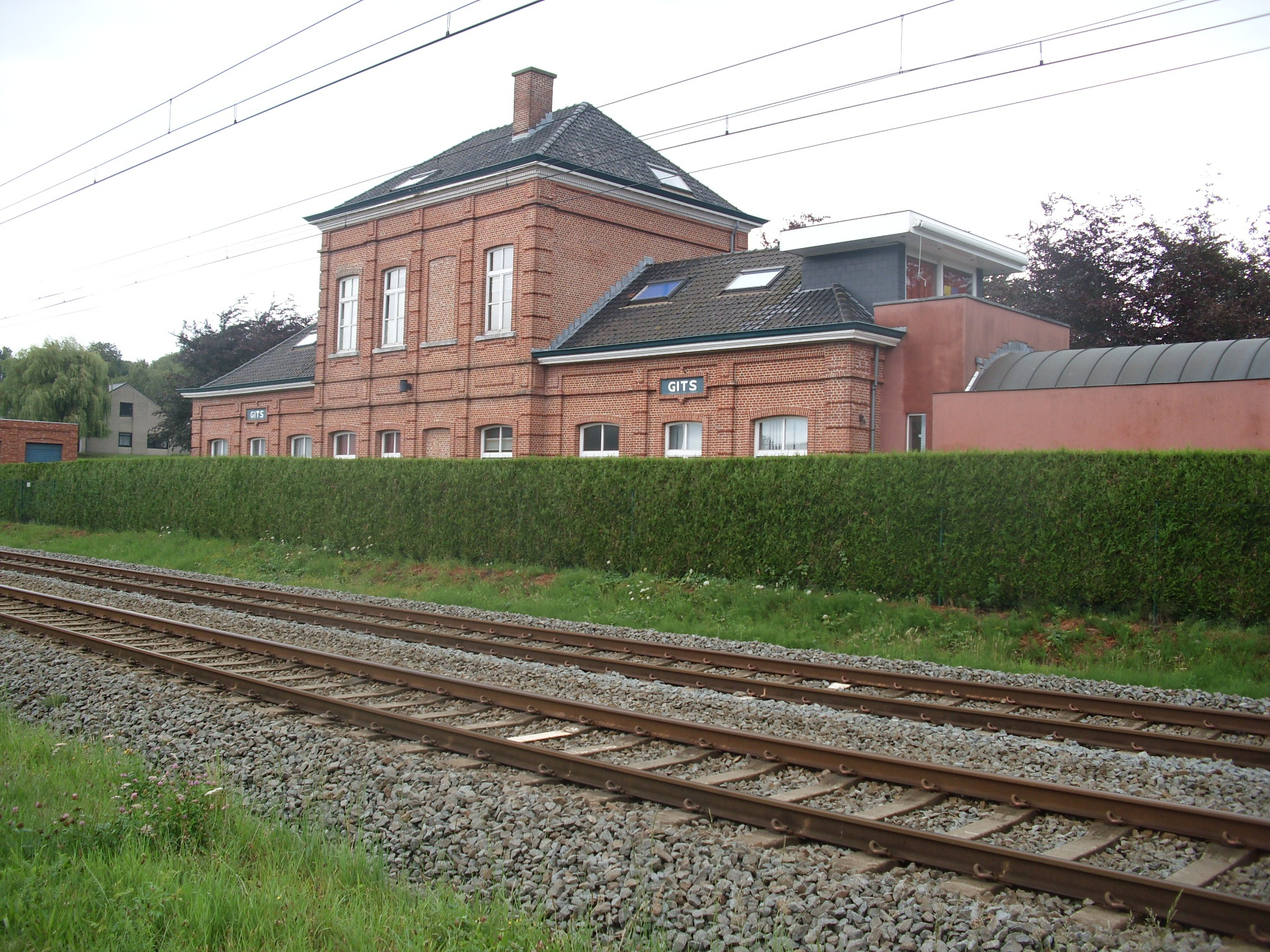
Het station van Gits werd tijdens het WK Veldrijden van 2007 eenmalig terug in gebruik genomen.

- De Canneytskapel

## Natuur en landschap
Gits ligt in Zandlemig Vlaanderen op een hoogte die varieert van 24 tot 47,5 meter. De laatste hoogte wordt bereikt op de Gitsberg gelegen op een uitloper van het Plateau van Tielt. De dorpskern van Gits ligt juist ten noorden van deze rug, beken zoals de Grijspeerdbeek stromen in noordwestelijke richting en komen uit in de Handzamevaart.

## Sport
In 2007 vond in Gits het wereldkampioenschap veldrijden plaats. Dit gebeurde op het domein Dominiek Savio. Erwin Vervecken won dit WK. Het jaar voordien werd op die omloop reeds een manche van de wereldbeker veldrijden verreden. In 2011 vond ook het BK wielrennen plaats, gewonnen door Philippe Gilbert. In 2012 vond daar ook het BK veldrijden plaats, dat voor de achtste maal werd gewonnen door Sven Nys.
Bokser Delfine Persoon woont in Gits en is er ereburger. Ze is medeoprichter van een bokshal in het dorp.

## Nabijgelegen kernen
Hooglede, Kortemark, Sint-Henricus, Lichtervelde, Beveren, Roeselare, Kapelhoek